# Alberto Schieppati
Alberto Schieppati (ur. 7 czerwca 1981 r.) – włoski narciarz alpejski. Zajął 15. miejsce w gigancie na igrzyskach w Turynie w 2006 r. Zajął też 5. miejsce w gigancie na mistrzostwach świata w Åre. Najlepsze wyniki w Pucharze Świata osiągnął w sezonie 2003/2004, kiedy to zajął 52. miejsce w klasyfikacji generalnej.

## Sukcesy

### Puchar Świata

#### Miejsca w klasyfikacji generalnej
- 2001/2002 – 119.
- 2002/2003 – 95.
- 2003/2004 – 52.
- 2004/2005 – 89.
- 2005/2006 – 69.
- 2006/2007 – 66.
- 2007/2008 – 90.
- 2008/2009 – 117.
- 2009/2010 – 74.

#### Miejsca na podium
1. Kranjska Gora – 28 lutego 2004 (gigant) - 2. miejsce